# Gai Aureli Cota (cònsol 200 aC)
Gai Aureli Cota (en llatí: Gaius Aurelius Cotta) va ser un magistrat romà.
Va ser pretor urbà el 202 aC i cònsol el 200 aC juntament amb Publi Sulpici Galba. Aquell any va tenir Itàlia com a província sota el seu mandat, i com a tal va tenir el comandament de l'exèrcit contra els bois, ínsubres i cenomans, que sa les ordres del cartaginès Amílcar havien envaït territori romà. Va ser el pretor Luci Furi Purpuri qui va derrotar els cartaginesos, mentre Cota, indignat pel triomf i els llorers que Furi va aconseguir del senat, es va dedicar a saquejar el territori enemic, guanyant més botí que no pas glòria.